# E.T. (píseň)
„E.T.“ je píseň americké popové zpěvačky-skladatelky Katy Perry. Píseň pochází z jejího třetího studiového alba Teenage Dream. Na singl verzi písně hostuje rapper a producent Kanye West. Byla vydána jako čtvrtý singl z alba. Píseň byla napsána Katy Perry, Lukaszem Gottwaldem, Maxem Martinem a Joshuou Colemanem (Ammo) a byla produkována producenty Dr. Lukem, Ammem a Maxem Martinem.

## Hitparáda
- Nesinglová verze (2010) umístění po vydání alba.

| Země        | Umístění |
| ----------- | -------- |
| Austrálie   | 5        |
| Česko       | 20       |
| Kanada      | 13       |
| Nový Zéland | 1        |
| Slovensko   | 18       |
| US Hot 100  | 42       |

- Single verze (2011) (ft. Kanye West).

| Země               | Umístění |
| ------------------ | -------- |
| Belgie             | 7        |
| Irsko              | 5        |
| Kanada             | 1        |
| Spojené království | 3        |
| US Hot 100         | 1        |
| US Pop             | 1        |